# Halina Billing-Wohl

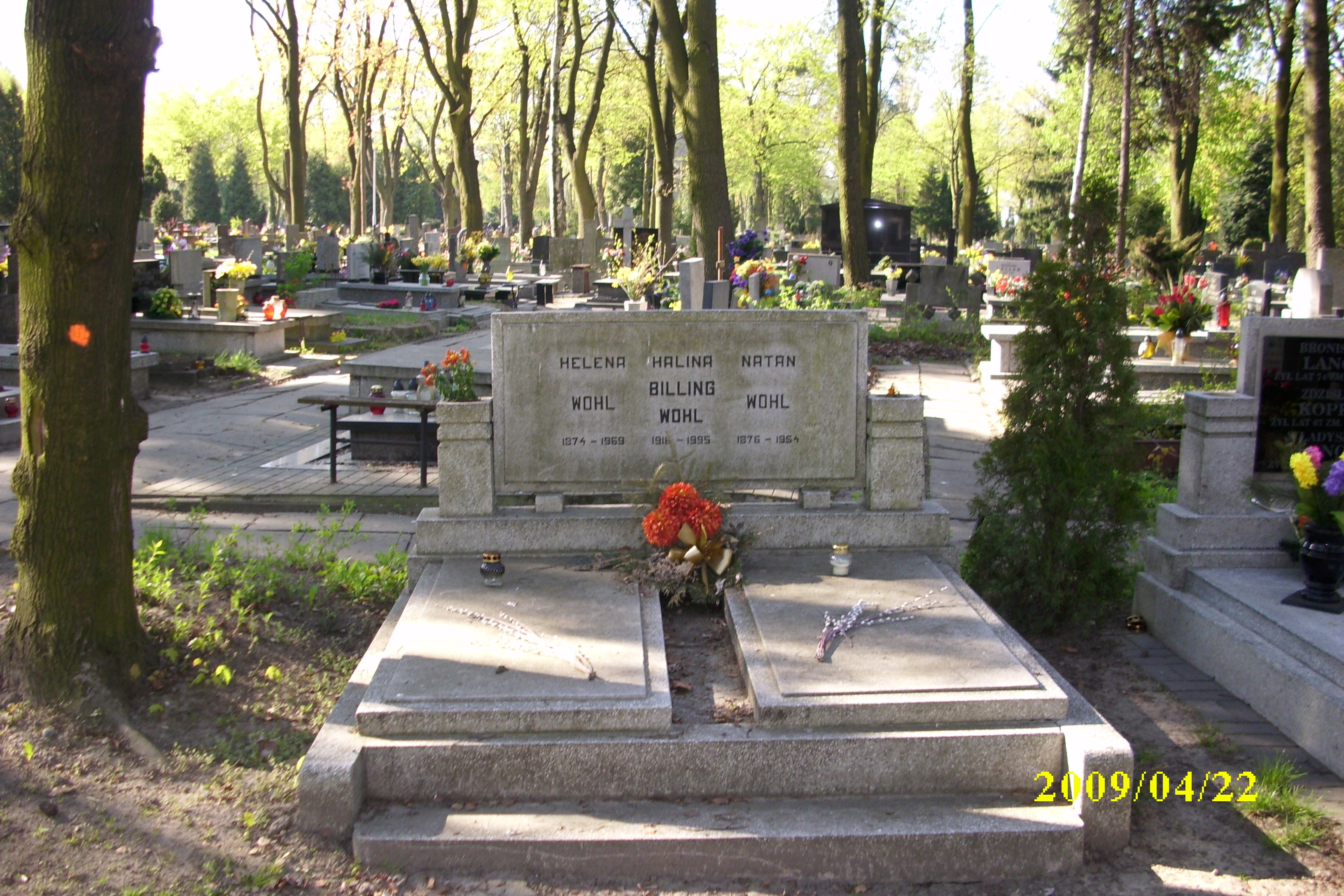
Grób Haliny Billing-Wohl na cmentarzu komunalnym na Dołach w Łodzi

Halina Billing-Wohl (ur. 14 czerwca 1916 we Władywostoku, zm. 23 stycznia 1995 w Łodzi) – polska aktorka teatralna i filmowa oraz pedagog.
W 1937 ukończyła studia na Wydziale Aktorskim Państwowego Instytutu Sztuki Teatralnej w Warszawie. W kolejnych latach grała na deskach teatrów:
- 1937-1938 – Miejskiego na Pohulance w Wilnie,
- 1938-1941 – Miejskiego we Lwowie,
- 1945-1952 – Wojska Polskiego/im. Stefana Jaracza w Łodzi,
- 1953-1976 – Powszechnego w Łodzi.

W 1943 wstąpiła do I Dywizji WP im. Tadeusza Kościuszki w Sielcach nad Oką.
W 1964 odznaczona została Honorową Odznaką Miasta Łodzi.
Była żoną operatora i reżysera filmowego Stanisława Wohla oraz matką aktora i reżysera Andrzeja Wohla.
Grób aktorki znajduje się na cmentarzu komunalnym na Dołach w Łodzi (kw. XXXII, rz. 13, gr.8).

## Filmografia

### Filmy
- 1951 – Warszawska premiera, jako żona Moniuszki
- 1954 – Niedaleko Warszawy, jako Bugajowa
- 1960 – Spotkania w mroku (niem. Begegnung im Zwielicht)
- 1961 – Matka Joanna od Aniołów, jako zakonnica
- 1961 – Świadectwo urodzenia Kropla krwi, jako sąsiadka Zielińskich
- 1964 – Rękopis znaleziony w Saragossie, jako oberżystka
- 1966 – Sublokator, jako matka Marii
- 1971 – Antek, jako Grzegorzowa
- 1972 – Agnieszka, jako nauczycielka
- 1973 – Profesor na drodze, jako matka Bardziaka
- 1974 – Dwoje bliskich obcych ludzi, jako matka Barbary
- 1974 – Pełnia nad głowami, jako właścicielka stancji
- 1975 – Czerwone i białe, jako sąsiadka
- 1976 – Zagrożenie, jako matka Marii
- 1979 – Epizod
- 1979 – Kobieta i kobieta, jako kierowniczka schroniska dla zwierząt
- 1985 – Klatka (film 1985)
- 1988 – Gdzieśkolwiek jest, jeśliś jest... (Wherever you are), jako Biedna kobieta fotografowana przez Ninę

#### Seriale
- 1965 – Kapitan Sowa na tropie odc. 6 Szantażysta, jako Weronika Wernerowa z domu Gajewska
- 1966 – Z przygodą na ty odc. 1 Nauczka, jako matka Marka
- 1970 – Doktor Ewa odc. 2 Cena lekcji, jako babcia Piotrusia Migalskiego